# Oculus (marca)
Oculus é uma marca do Facebook Technologies, LLC, (anteriormente era conhecido como Oculus VR, LLC), uma subsidiária do Facebook, Inc. Ela produz óculos de realidade virtual, incluindo as linhas Oculus Rift e Oculus Quest.
Em Julho de 2012, Palmer Luckey, Brendan Iribe, Michael Antonov e Nate Mitchell fundaram a Oculus VR em Irvine, Califórnia. Em Abril de 2012, Luckey anunciou o Rift, um óculos de realidade virtual feito para videogames, e lançou uma campanha Kickstarter em agosto para tornar os óculos de realidade virtual disponíveis aos desenvolvedores. A campanha foi um sucesso e arrecadou $2,4 milhões, dez vezes a meta original de $250.000. Dois modelos de pré-produção foram lançados aos desenvolvedores; o Oculus VR DK1 (Development Kit 1) e o Oculus VR DK2 (Development Kit 2).
Em Março de 2014 o Facebook adquiriu a Oculus por 2,3 mil milhões de dólares em dinheiro e ações. Pouco tempo depois, a Oculus VR mudou-se para Menlo Park, onde se encontra a sede do Facebook.
Em 2015, a Oculus VR adquiriu a Surreal Vision, uma startup britânica centrada na reconstrução 3D e na realidade mista, afirmando que poderia ser possível à Oculus desenvolver produtos com o conceito de telepresença.
Em Novembro de 2015, a empresa associou-se à Samsung para desenvolver o Samsung Gear VR para os smartphones Samsung Galaxy. Zuckerberg declarou que gostaria de colocar nas mãos dos consumidores um bilhão de óculos de realidade virtual.
Em 28 de Março de 2016, a empresa lançou o primeiro óculos de consumo, o Oculus Rift CV1, com um design totalmente novo, incorporando displays VR especializados, áudio posicional e sistema de rastreamento infravermelho.
Em Setembro de 2018, a Oculus tornou-se uma nova divisão dentro do Facebook conhecida como Facebook Technologies.
Em Agosto de 2020, o Oculus Connect foi renomeado para "Facebook Connect" e a equipa VR e AR do Facebook foi renomeada para "Facebook Reality Labs". Em Outubro de 2020, a Oculus lançou o Oculus Quest 2.